# Turystyka pielgrzymkowa

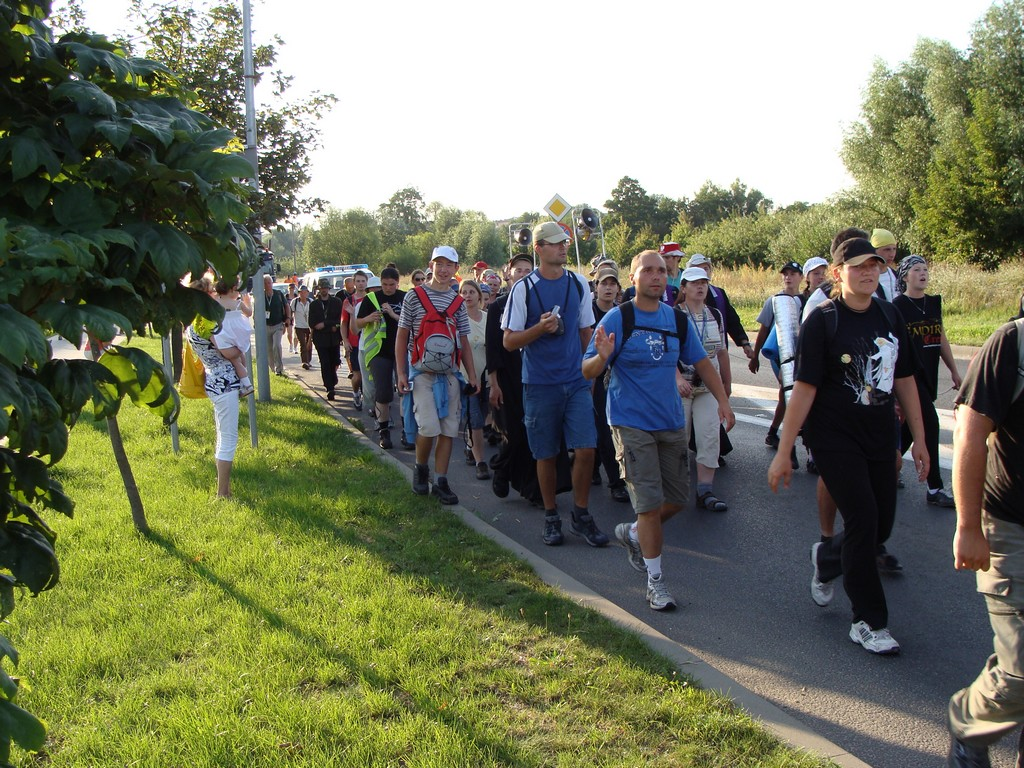
Pielgrzymka idąca na Jasną Górę

Turystyka pielgrzymkowa – część turystyki religijnej. Jest jedną z ważniejszych dziedzin turystyki, której głównym celem jest odwiedzanie i wędrowanie po miejscach związanych z kultem świętych i błogosławionych. Szczególne miejsce w peregrynacji do miejsc świętych zajmują sanktuaria maryjne. Forma turystyki pielgrzymkowej jest różna, realizowana w obrębie jednego kraju przybiera często postać pielgrzymek, obowiązkowa w religiach muzułmańskich pielgrzymka do Mekki jest często pielgrzymką życia. Miejscami takiej turystyki są np.; Rzym, Mekka, Lourdes, Santiago de Compostela, Częstochowa, Licheń, Fátima. Przeważnie są to wyjazdy grupowe organizowane przez grupy wyznaniowe i biura podróży.